# Niklas Eklund
Bengt Niklas Eklund, född 27 juli 1969 i Mölndal, död 
10 april 2025, var  en svensk trumpetare.
Niklas Eklund har gjort ett flertal inspelningar med barocktrumpet, bland annat med skivbolaget Naxos. Under 2005 turnerade Eklund tillsammans med Cecilia Bartoli som solist, och spelade bland annat på prestigefyllda Carnegie Hall..
Han var son till trumpetaren och professorn Bengt Eklund.